# Гліптодон
Гліптодо́н (Glyptodon) — рід гліптодонтових, викопної групи великих травоїдних броненосців, які жили від пліоцену, близько 3,2 млн років тому, до раннього голоцену, близько 11 000 років тому, на території сучасних Бразилії, Уругваю, Парагваю, Болівії, Перу, Аргентини та Колумбії. Це один з найвідоміших, якщо не найвідоміший рід гліптодонтів. Скам'янілості гліптодонів були знайдені ще в 1814 році в плейстоценових відкладеннях Уругваю, хоча ранні палеонтологи помилково віднесли багатьох з них до гігантських лінивців Megatherium.
Типовий вид, G. clavipes, був описаний у 1839 році британським палеонтологом сером Річардом Оуеном. Пізніше, у 19 столітті, десятки повних скелетів були розкопані та описані такими палеонтологами, як Флорентино Амегіно та Герман Бурмайстер. Гліптодонти, як правило, були великими, чотириногими, травоїдними броненосцями з броньованим панциром, який складався з сотень з'єднаних між собою остеодерм. Інші елементи броні вкривали хвіст та склепіння черепа, причому череп був високим, з гіпсодонтними зубами (з високими коронками). Гліптодон сягав до 2 метрів у довжину і 400 кілограмів у вазі, що робило його одним з найбільших гліптодонтів, але не таким великим, як його близькі родичі Glyptotherium або Doedicurus — найбільший з відомих гліптодонтів.
Гліптодон був одним з багатьох представників південноамериканської мегафауни. Панцир міг захищати тварину від хижаків, багато з яких співіснували з гліптодоном, в тому числі «шаблезубий кіт» смілодон, великий собакоподібний протоціон і гігантський ведмідь арктотеріум.
Гліптодонти існували мільйони років, хоча сам гліптодон був одним з останніх їхніх представників. Гліптодон, разом з усіма іншими гліптодонтами, вимер наприкінці пізнього плейстоцену, близько 12 000 років тому, в результаті четвертинного вимирання, разом з більшістю великих ссавців в Америці. Докази полювання на гліптодонтів нещодавно прибулими палеоіндіанцями свідчать про те, що людина могла бути одним з чинників їхнього вимирання.

## Опис

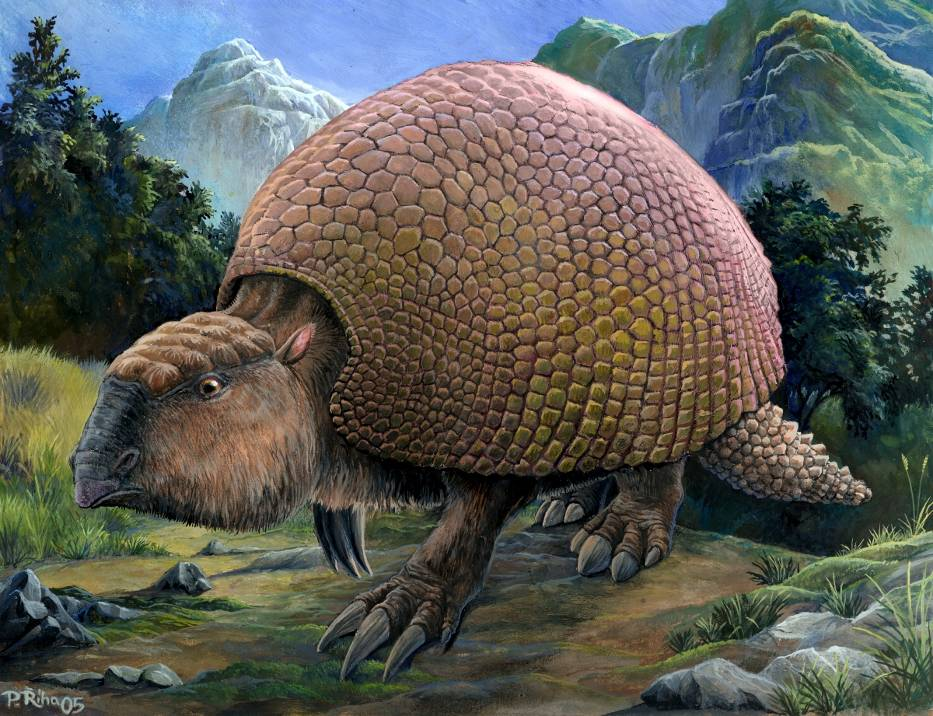
Гліптодон, реконструкція

Як броненосці та всі інші гліптодонтові, що збереглися, гліптодони мали великий кістковий панцир, що покривав більшу частину їхнього тулуба, а також менший панцир, що покривав склепіння голови, як у черепах. Панцир складався з сотень маленьких шестикутних остеодерм (броньованих структур з кістки). Панцир гліптодона загалом містив близько 1800 остеодерм.

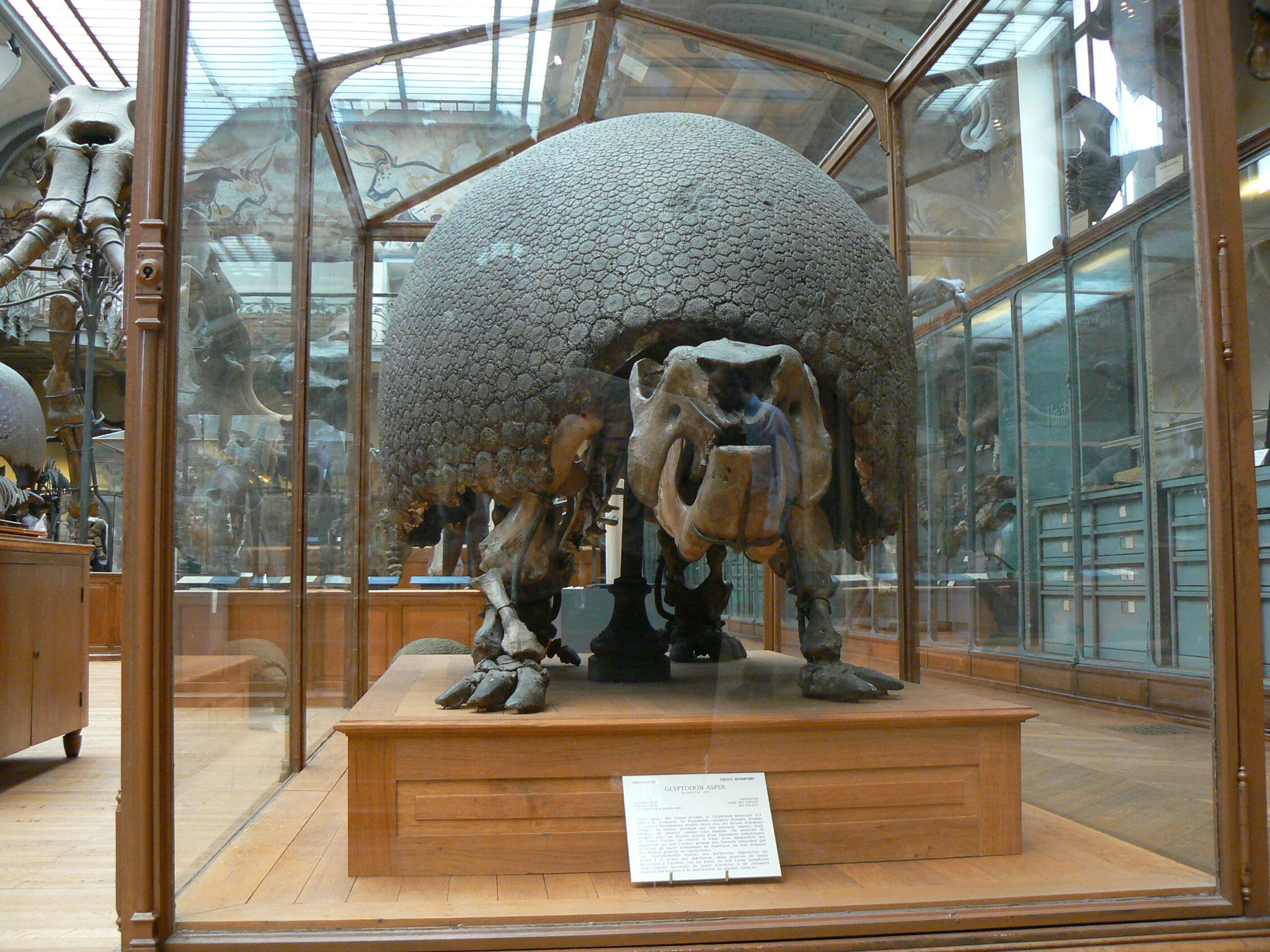
Скелет гліптодона, Париж.

В осьовому скелеті гліптодонти мали міцно зрощені хребці й таз, повністю з'єднаний з панциром — риси, що також конвергентно еволюціонували у черепах. Великі хвости гліптодонтових, ймовірно, слугували для балансу при ходьбі. Хвостовий панцир гліптодона закінчувався тупою трубкою, яка складалася з двох концентричних трубок, зрощених разом, на відміну від булавохвостих гліптодонтових, таких як Neosclerocalyptus і Doedicurus.
Протягом плейстоцену біологічне різноманіття гліптодонтових скоротилося, але розміри тіла збільшилися, причому найбільший відомий гліптодонтовий, Doedicurus, еволюціонував саме в плейстоцені. Розміри гліптодонів варіюються залежно від виду та індивіда. G. clavipes, типовий вид, за оцінками, важив 2 тонни. G. reticulatus важив 401—862 кілограмів, а G. munizi — 1150 кілограмів. Частковий скелет G. clavipes сягав 3,5 метра при довжині панцира 1,7 метра, тоді як довжина панцирів інших видів, таких як G. munizi та G. reticulatus, становила 2,2 метра і 2,19 метра відповідно.

### Череп, нижня щелепа та зубний ряд

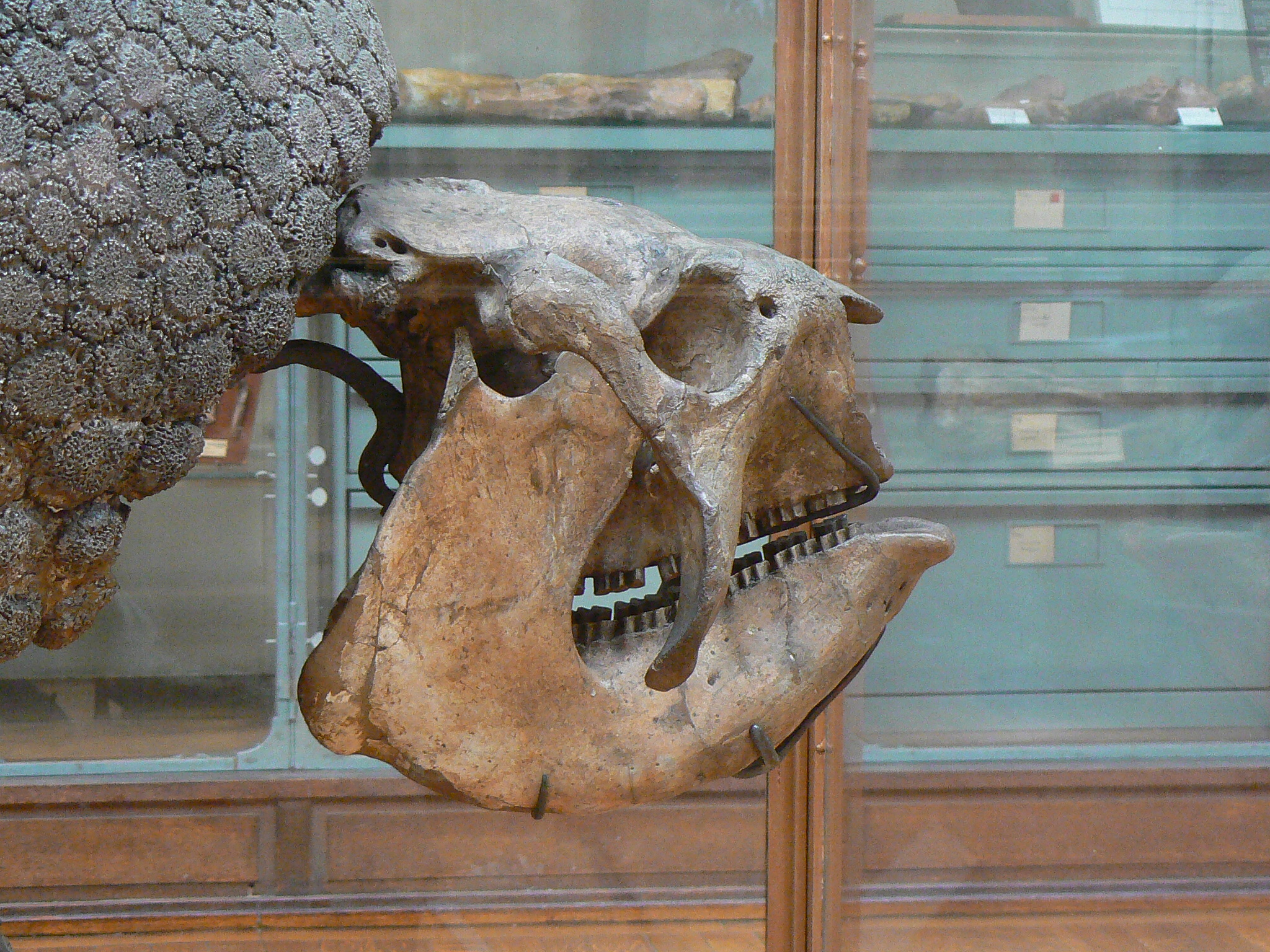

Зубний ряд гліптодонтів містив повністю гіпсодонтні моляри, що є одним з найбільш екстремальних прикладів гіпсодонтії, відомої серед наземних ссавців. Зубний ряд типовий для інших броненосців, але рифлений глибокими борозенками з обох боків. Передні зуби були стиснуті, а задні — циліндричні.
У гліптодона та багатьох інших гліптодонтових склепіння черепа було вкрите щитком, що складався з полігональних, нерегулярних остеодерм, що варіювалися за розмірами та були з'єднані між собою, утворюючи міцний черепний панцир, який мав гладку опуклу поверхню без оздоблення.
Носовий прохід був обмежений за рахунок великих кріплень м'язів із невідомою функцією. Є припущення, що м'язові кріплення слугували для хоботка, або хобота, як у тапіра чи слона, але мало хто погоджується з цією гіпотезою. Ще одне припущення, зроблене А. Е. Зурітою та його колегами, полягає в тому, що великі носові пазухи можуть бути пов'язані з холодним посушливим кліматом плейстоценової Південної Америки. Характерна кісткова дуга виступає вниз на щоці, простягаючись над нижньою щелепою, можливо, слугуючи точкою прикріплення для потужних м'язів морди. Нижні щелепи Glyptotherium і Glyptodon дуже схожі, але щелепа Glyptotherium приблизно на 10 % менша.

### Панцир і остеодерми

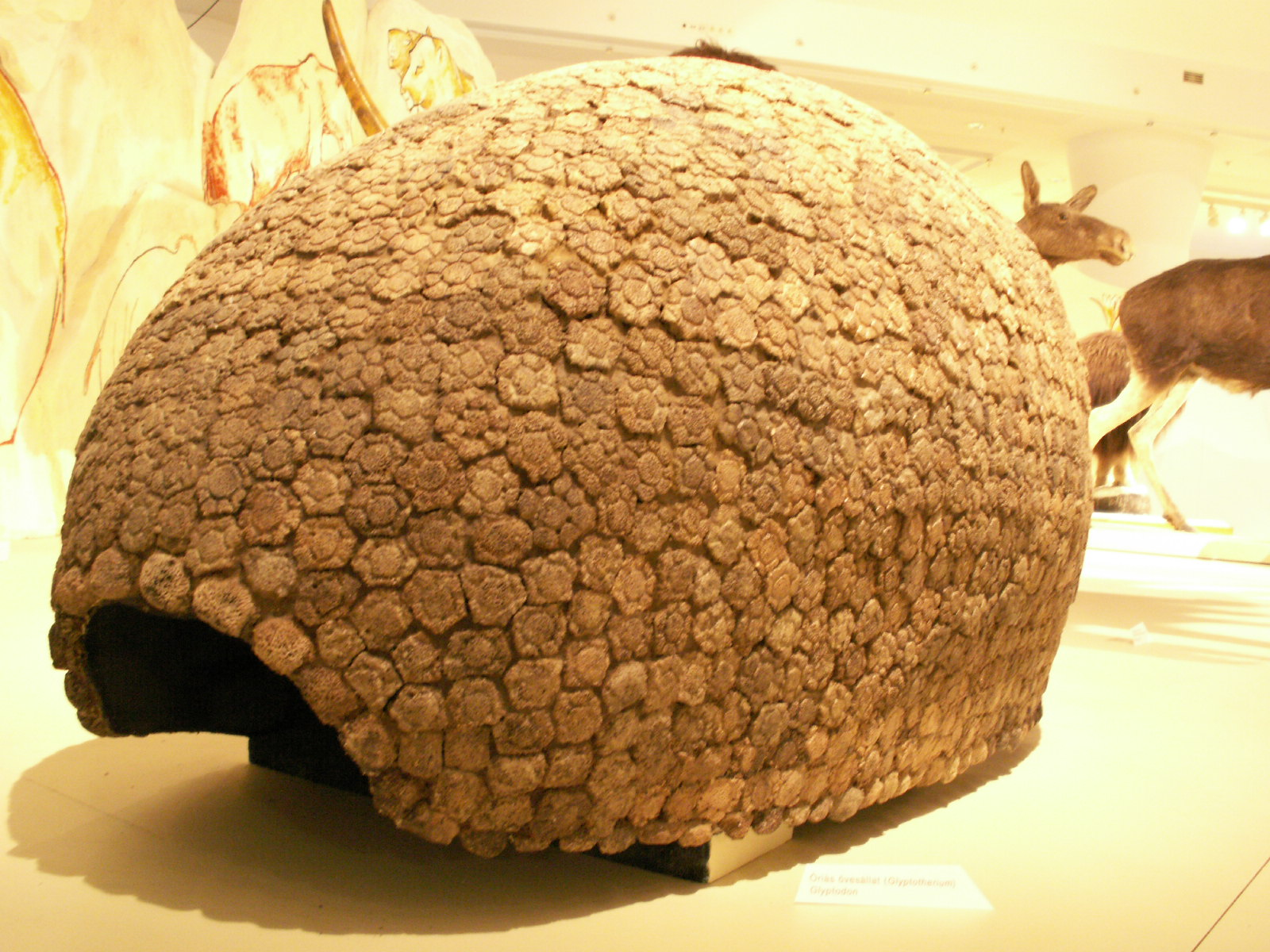
Панцир гліптодона, Угорський науково-природничий музей

Остеодерми гліптодона скріплювалися синостозом (з'єднанням кісток опосередком кісткової тканини) і розташовувалися подвійними або потрійними рядами на передньому і бічних краях панцира, а також у хвостовому панцирі та головному щитку. Остеодерми панцира були конічними із заокругленим кінцем, а на хвості — просто конічними.

Панцир гліптодона був сильно витягнутим порівняно з панцирами Boreostemma та Glyptotherium, приблизно на 65 % довшим за панцир першого, та на 14 %, ніж у другого. У Glyptodon висота панцира зверху донизу становила 60 % від його загальної довжини, тоді як у Glyptotherium він був вищим, приблизно 70 %.

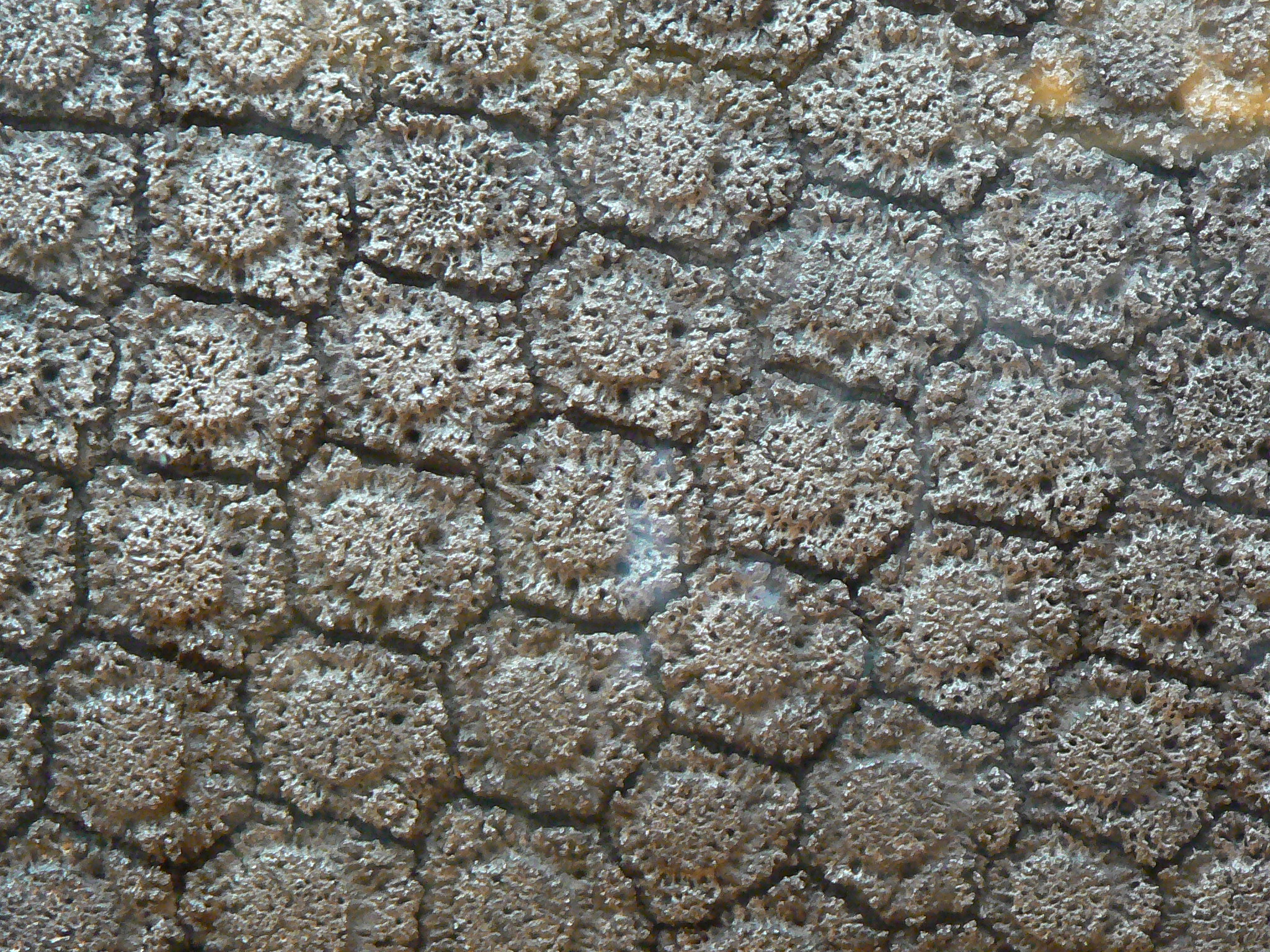
Панцир зблизька

Попри те, що морфологію остеодерм часто використовують для диференціації Glyptodon і Glyptotherium, вона відрізняється лише в кількох випадках. Обидва роди мають високу та товсту остеодерму у порівнянні з багатьма іншими гліптодонтами, такими як Hoplophorus та Neosclerocalyptus. Гліптодон іноді зберігає «розетковий» візерунок, коли центральна луска остеодерми оточена рядом бічних лусок, тоді як в інших родів такий патерн відсутній. G. reticulatus варіює від повного розеткового малюнка до сітчастого патерну з опуклими центральними та периферійними лусками. Водночас гліптотеріум завжди демонструє ці розетки.

### Хвіст

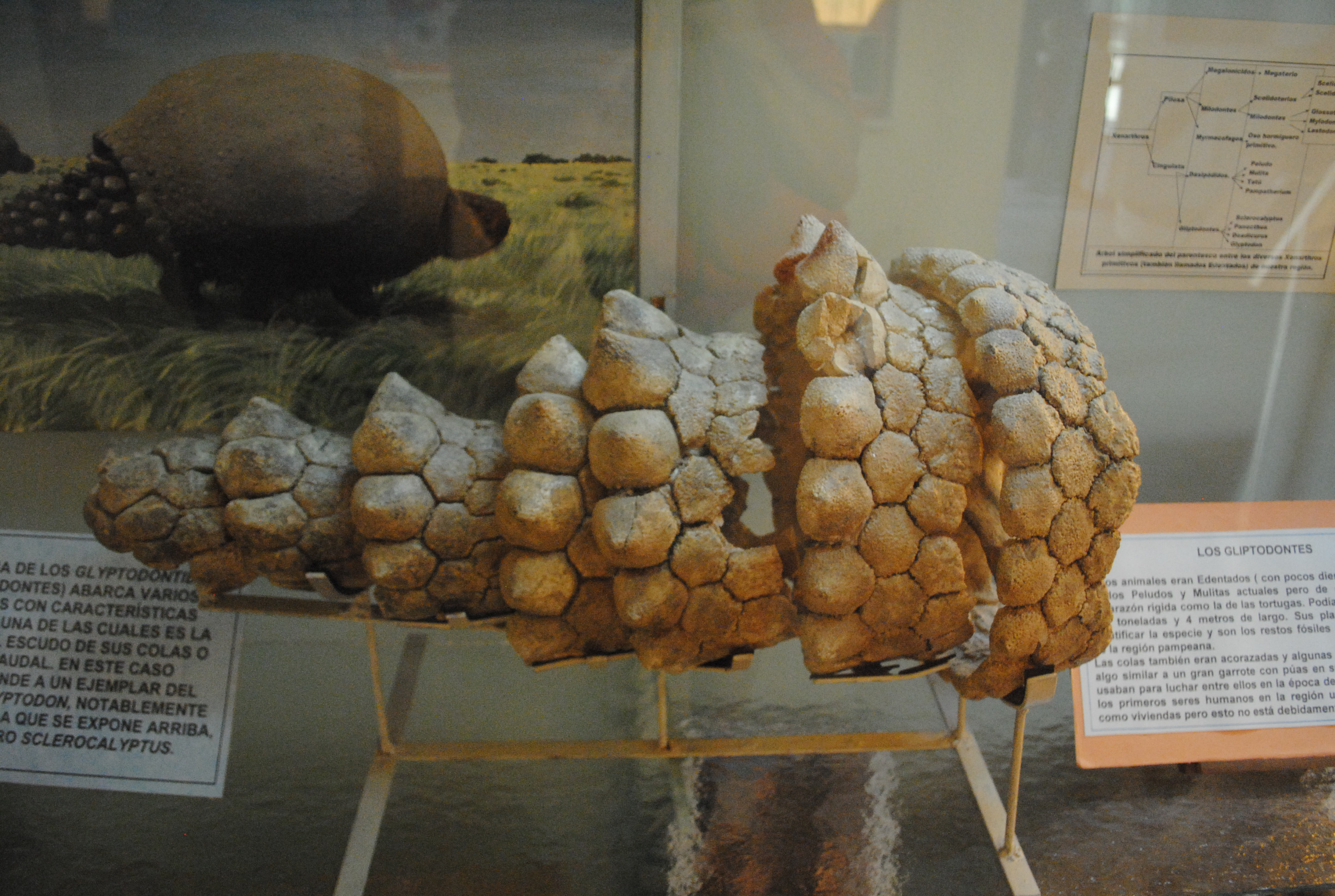
Кінчик хвоста

Гліптодон мав дуже примітивну для гліптодонтових анатомію хвоста, з вісьмома або дев'ятьма рухливими каудальними кільцями зі зрощених, великих, конічних остеодерм. Більшість остеодерм дистального ряду (у деяких особин збереглося до 12) мають виразні конічні обриси, що різко контрастує з більш розвиненими екземплярами хвостів гліптодонтів, такими як Doedicurus і Panochthus, які мали повністю зрощені хвости, що утворювали негнучку булаву.

## Палеобіологія

### Риття нір
Багато видів броненосців здатні копати — їхні великі кігті пристосовані для розкопування ґрунту, щоб рити нори або добувати їжу під землею. Значну частину раціону броненосців складають комахи та інші безхребетні, що живуть під землею, на відміну від рослиноїдних видів гліптодонів та споріднених родів. Оскільки гліптодон був великим броненосцем, його здатність до риття неодноразово досліджувалася. Оуен (1841) виступав проти цієї ідеї, хоча Нодо (1856) і Сенешаль (1865) вважали, що вид все ж таки здатен до риття.
Однак перехід до жорсткого панцира на противагу гнучкому у сучасних броненосців, а також слабко розвинений дельтовидний гребінь на плечовій кістці свідчать проти фосоріальної гіпотези. Лікоть гліптодона мав великий діапазон руху, як у риючих броненосцевих, але це, швидше за все, пристосуванням пов'язаним зі значними розмірами звіра.

## Вимирання

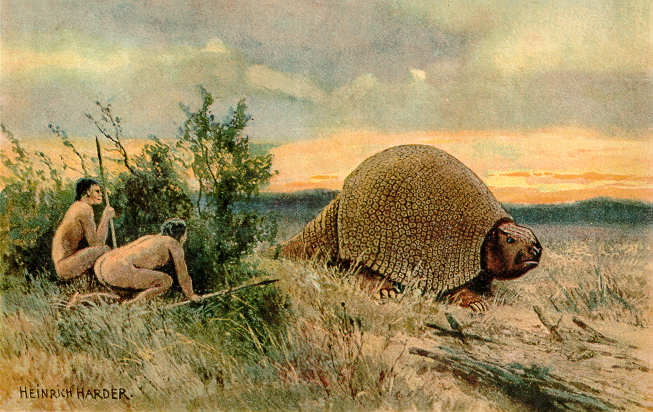
Полювання на гліптодона, реконструкція

Гліптодон, разом з усіма іншими гліптодонтами, вимер приблизно наприкінці пізнього плейстоцену, як частина хвилі вимирання більшості великих ссавців по всій Америці. Деякі дані свідчать про те, що люди спричинили вимирання гліптодонтів. Дані археологічних розкопок Кампо-Лаборде і Ла-Модерна в аргентинських пампасах свідчать про те, що родичі гліптодона Doedicurus і Panochthus дожили до раннього голоцену, співіснуючи з людиною щонайменше 4000 років. Цей факт підтримує моделі, що вказують на те, що четвертинне вимирання в Південній Америці було наслідком поєднання кліматичних змін та антропогенних факторів.
Темпи вимирання в Південній Америці протягом пізнього плейстоцену були найвищими серед усіх континентів: до середини голоцену всі ендемічні тварини вагою понад 100 кілограмів вимерли. Це підкріплює версію про те, що людське полювання стало причиною вимирання гліптодонів, оскільки поява людей близько 16 000 років до н. е. на такому раніше ізольованому континенті могла призвести до прискорення темпів їхнього вимирання.
Вимирання гліптодонів збігається з кінцем періоду антарктичного похолодання 12,7 млн років тому, коли протягом 1700 років температура падала, а потім різко зросла. Протягом пізнього плейстоцену відбувалося багато кліматичних коливань між вологими та сухими циклами, коли гліптодони надавали перевагу більш сухому клімату. Після антарктичного холодного реверсу температура підвищилась, а клімат став більш стабільно вологим, що призвело до того, що трави C3 все більше витіснялись травами C4 та південними буковими деревами. Ці зміни призвели до вимирання вразливих, пристосованих до випасу тварин, таких як гліптодонти, токсодонти та деякі наземні лінивці.